# Koo Jeong A
Koo Jeong A née en 1967 à Séoul, est une artiste de techniques mixtes et d'installations d'origine sud-coréenne. Elle est basée à Londres et Berlin.

## Biographie
Koo Jeong A étudie à l'École des Beaux-Arts de Paris. En 2002, elle est artiste en résidence à l'Augarten Contemporary, à Vienne.
Son travail comprend des images fixes et animées, des sons et des odeurs, des objets trouvés, l'environnement naturel et des installations spécifiques au site. Elle s'intéresse aux liens entre un lieu et des personnes qu'elle essaie de reproduire. Pour cela, elle s'appuie sur la philosophie du taoïsme, la science du Qi, l'interaction des éléments naturels comme la terre, le feu, le métal, l'eau et le bois. Dans les œuvres de Koo Jeong A, rien n'est ordinaire. Tout revêt une dimension cosmique et suscite la curiosité.

## Expositions
- Singular Forms (Sometimes Repeated), Musée Solomon R. Guggenheim, New York, 2004[3]
- Koo Jeong A, Musée d'art d'Aspen, 2007[4]
- 53e Biennale de Venise, Venise, 2009
- Constellation Congress, Dia:Beacon, 2010[5],[6]
- Koo Jeong-A, Kunsthalle Düsseldorf, 2012
- do it 2013, Manchester Art Gallery, Manchester, 2013[7]
- 10e Biennale de Gwangju, 2014[3]
- The Oussser, La Raia Fondazione, 2014
- 14e Biennale d'architecture de Venise, Pavillon Suisse, 2014
- Arrogation, 32e Biennale de São Paulo, São Paulo, 2016
- Odorama, Institute of Contemporary Arts, Londres, 2016
- ajeongkoo, Art Sonje Center, Séoul, 2017
- Don't look like a line, Pinksummer, Hangar Toolbox, Turin, 2017
- OooOoO, La Triennale de Milan, Milan, 2019
- Visibilities : Intrepid Women of Artpace, Artpace, San Antonio, Texas, 2020[8]
- Galerie Eva Presenhuber, New York, 2020

## Catalogues d'expositions
- Migrateurs : Koo Jeong A., Paris, Musée d'Art Moderne de la Ville de Paris, 1994, 79 p. (ISBN 2-904497-14-5)
- Koo Jeong A., Paris, Éditions des musées de la Ville de Paris, 1997, 36 p. (ISBN 2-87900-351-2)
- Koo Jeong-A., Flammariousss suivi de Qu'en est-il des mots ? d'Édouard Glissant, Paris, Galerie Yvon Lambert, 2007[9]
- koo jeong-a : oussseux : publié à l'occasion de l'exposition Koo Jeong-a à Vassivière, Centre international d'art et du paysage, Beaumont-du-Lac, Centre international d'art et du paysage, 2007, 324 p. (ISBN 97888-3661690-9)
- Le pays d'Ousss Dublin : Galerie Douglas Hyde (2002). Irlande, (ISBN 0907660797)
- Congelé avec un sourire : Koo Jeong A. Kitayushu : Silvana Editions (2010). (ISBN 4-901387-20-0)
- Koo Jeong-A : 315 no 1 Paris : Éditions du Centre Pompidou (2004). (ISBN 2-84426-239-2)
- Ousseux Milan : Éditions Silvana (2010). (ISBN 8836616909)
- Koo Jeong A. Lisbonne : Fundacao Calouste Gulbenkian (2011). (ISBN 978-972-635-237-2)
- Autre : Koo Jeong A. Vassivière : Le Centre International d'Art et du Paysage (2012).
- Congrès Constellation : Koo Jeong A. New Haven : Yale University Press (2012).  (ISBN 978-0-300-18880-6)

## Distinctions
- Artiste de l'année 2016, le Centre culturel coréen du Royaume-Uni, 2016[3]
- prix Hermès Corée Missulsang, 2005[10]